# سحبان فيصل محجوب
سحبان فيصل محجوب من أصول موصلية ولد في عام 1957، عين بمنصب رئيس هيئة الكهرباء (بدرجة وزير)
 في آخر تشكيلة وزارية لحزب البعث العربي الاشتراكي في العراق إبان حكم صدام حسين، وعين بمنصب نائب أول لعدي صدام حسين في نادي الجادرية للفروسية خلف طه حمود الناصري في 2002. اعتقل في بغداد عام 2003 وأطلق سراحه إلى الأردن بعد بضعة أيام. رشح عدة مرات لمنصب وزير الكهرباء بعد الغزو الأمريكي للعراق ورفض لأسباب سياسية.
عرف بأنه رجل مخابرات خدم في السودان بأمر من حسين كامل حسن.[بحاجة لمصدر]